# Charlotte aux fraises (série télévisée d'animation, 1980)
Pour les articles homonymes, voir Charlotte aux fraises (homonymie).
Charlotte aux fraises (2003)
Charlotte aux fraises (France) ou Fraisinette (Québec) (Strawberry Shortcake) est une série télévisée d'animation américaine en six épisodes de 24 minutes, créée d'après le personnage homonyme et diffusée entre le 28 mars 1980 et le 29 mars 1985 en syndication.
Au Québec, la série a été diffusée sporadiquement à partir du 12 novembre 1984 sur le réseau TVA, et en France à partir du 22 décembre 1981 sur TF1 dans l'émission Les Visiteurs de Noël. A la fin de celle-ci, les épisodes suivants seront diffusés dans les émissions Destination Noël et Croque-Vacances toujours sur TF1.

## Synopsis
Cette série met en scène les mésaventures de Charlotte aux fraises et de ses amis qui vivent dans un village aux maisons en forme de gâteaux et cultivent toutes sortes de fruits. Le grand ennemi est Grand Guimauve qui cherche par tous les moyens à leur dérober leurs récoltes.

## Doublage

### Voix québécoises
- Ève Gagnier : Fraisinette
- Daniel Lesourd : Tartineur
- Diane Arcand : Violette
- Nicole Fontaine : Bleuette / Café au lait
- Bernadette Morin : Limette / Crêpe Suzette
- Edgar Fruitier : narrateur

 Source et légende : version québécoise (VQ) sur Doublage.qc.ca

### Voix françaises
- Amélie Morin : Charlotte aux fraises
- Roger Carel : Grand Guimauve, le soleil
- Céline Monsarrat : Baba orange
- Philippe Dumat : Nuage de lait, Papillon, Monsieur Popcorn
- Philippe Ogouz : Pâté-en-croute
- Chrétienne Laurent : Meringue citron, Sorbet abricot

## Épisodes
1. L'anniversaire (The World of Strawberry Shortcake)
2. La Finale du grand gâteau (Strawberry Shortcake in Big Apple City)
3. Grand Concours (Strawberry Shortcake: Pets on Parade)
4. Trouble-fête (Strawberry Shortcake: Housewarming Surprise)
5. Le bébé sans nom (Strawberry Shortcake and the Baby Without a Name)
6. Une rencontre avec les Berrykins (Strawberry Shortcake Meets the Berrykins)

## Chansons françaises
En 1984, la société AB production obtient la licence phonographique de Charlotte aux Fraises et produit un disque 45 tours sur lequel figure deux chansons, interprétée par Ariane Carletti : Quand on a de la chance (paroles Jean-François Porry, musique Bob Rosen) et Charlotte aux Fraises (paroles Jean-François Porry, musique Gérard Salesses), et un livre-disque Charlotte aux Fraises dans La Vallée des Fraises qui reprend l'histoire du deuxième épisode et la chanson Quand on a de la chance.